# Adrastea
Az Adrastea (görögül Αδράστεια), vagy Jupiter XV, a Jupiter második ismert holdja (a bolygótól távolodva). A Voyager–2 szonda által 1979-ben készített képeken fedezték fel, és a S/1979 J 1 jelzést kapta (IAUC 3454) azután, hogy a felfedezést a Science-ben tették közzé (206. kötet, 951. oldal, 1979. november 23.). 1983-ban megkapta hivatalos nevét a mitológiai Adraszteia után, aki Zeusz és Ananké lánya volt.
A Jupiter belső holdjai közül a legkisebb.
Az Adrastea volt az első olyan természetes hold, melyet bolygóközi szonda által készített képek segítségével fedeztek fel, és nem teleszkópos képkészítéssel.
Az Adrastea a Jupiter gyűrűin belül helyezkedik el, és anyaga egy részének forrása lehet.

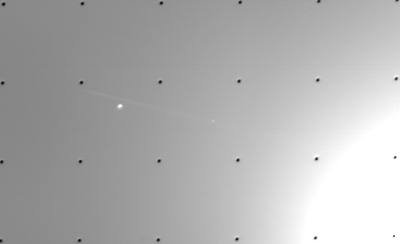
A Voyager-2 által 1979. július 8-án készített kép, melyen felfedezték a holdat.